# 프로이센 봉기

1200년경 발트 부족과 프루센 씨족

프로이센 봉기는 13세기 프로이센 십자군 동안 프루센인(발트족)들이 튜턴 기사단에 대항하여 일으킨 두 차례의 대규모 봉기와 세 차례의 소규모 봉기를 말한다. 교황과 기독교 유럽의 지원을 받은 군사 수도회는 이교도 프루센인들을 정복하고 개종시키려 했다. 십자군 전쟁의 첫 10년 동안 7대 프루센 씨족 중 5개 씨족이 수적으로 열세인 튜턴 기사단의 지배를 받게 되었다. 그러나 프루센인들은 정복자들에게 다섯 차례 봉기했다.
첫 번째 봉기는 포메른 공작 스비에토펠크 2세의 지원을 받았다. 프루센인들은 처음에는 성공적이었고, 기사단은 가장 강력한 성 다섯 곳으로만 축소되었다. 그러나 공작은 일련의 군사적 패배를 겪었고 결국 튜턴 기사단과 평화 조약을 맺을 수밖에 없었다. 스비에토펠크 공작의 프루센인 지원이 끊기자 교황 인노첸시오 4세의 사절이 프루센인과 기사단 사이의 평화 조약을 협상했다. 이 조약은 특히 1249년 말 크뤼켄 전투에서 프루센인들이 승리한 이후 전혀 지켜지거나 집행되지 않았다.
역사학에서 "대규모 프루센 봉기"로 알려진 두 번째 봉기는 1260년 두르베 전투에서 튜턴 기사단이 13세기 최대의 패배를 겪은 것이 계기가 되었다. 이 봉기는 가장 길고, 가장 크며, 튜턴 기사단에게 가장 위협적인 봉기였고, 기사단은 다시 가장 강력한 성 다섯 곳으로 축소되었다. 교황 우르바노 4세의 거듭된 독려에도 불구하고 기사단에 대한 증원군 파견은 지연되었고, 기사단의 상황은 악화될 것으로 보였다. 프루센인들은 통일성과 공동 전략이 부족했고, 증원군은 1265년경에야 프루센에 도착했다. 하나씩 프루센 씨족들은 항복했고, 봉기는 1274년에 끝났다.
이후 세 차례의 소규모 봉기는 외세의 도움에 의존했으며 1~2년 이내에 진압되었다. 1295년의 마지막 봉기로 프루센 십자군은 사실상 끝났고, 프로이센은 여러 독일 국가에서 온 정착민들이 있는 기독교 영토가 되었다.

## 배경
| 튜턴 정복 연표 | 튜턴 정복 연표                     |
| 연도           | 프루센 씨족                        |
| -------------- | ---------------------------------- |
| 1233–1237      | 포메자니아인                       |
| 1237           | 포게자니아인                       |
| 1238–1241      | 바르미아인, 나탕기아인, 바르티아인 |
| 1252–1257      | 삼비아인                           |
| 1274–1275      | 나드루비아인                       |

프루센인들은 초기 도브친 기사단의 침략을 격퇴했지만, 폴란드, 남동쪽의 루테니아인, 서쪽의 튜턴 기사단의 공격에 수적으로 열세였다. 튜턴 기사단은 1226년에 마조프셰 공작 콘라트 1세의 요청으로 헤움노 토지에 소환되었는데, 콘라트 1세는 프루센인에 대한 여러 원정 및 십자군을 시작했고 나중에 기사단에게 프루센인들의 습격으로부터 자신을 보호해 달라고 요청했다. 거룩한 땅에서의 십자군에 몰두하고 있던 튜턴 기사단은 1230년에야 도착했다. 그들의 첫 번째 임무는 토룬(토른) 맞은편 비스툴라강 좌안 포겔상에 기지를 건설하는 것이었고, 이는 1년 후에 완료되었다. 헤르만 발크가 이끄는 기사단은 이전 기사단의 실수를 되풀이하지 않았고 내부의 숲으로 동진하지 않았다. 그들은 주요 강과 비스툴라 석호를 따라 요새화된 통나무(나중에는 벽돌과 돌) 성을 건설하여 미래 확장의 거점으로 삼았다. 1231년부터 1242년까지 40개의 성이 건설되었다. 프루센인들은 개방된 들판에서의 전투에만 익숙했기 때문에 이 성들을 점령하는 데 큰 어려움을 겪었다. 대부분의 충돌은 여름이나 겨울에 발생했다. 중무장한 기사들은 녹는 눈이나 가을비로 젖은 땅에서 이동하거나 싸울 수 없었다. 여름 작전이 가장 위험했는데, 기사단은 정복된 영토에 즉시 새로운 성을 건설했기 때문이다. 튜턴 기사단의 전략은 성공적이었다. 10년 만에 7개 주요 프루센 씨족 중 5개 씨족이 수적으로 열세인 튜턴 기사단의 통제하에 들어갔다. 그러나 프루센인들은 정복자들에게 계속 저항하여 다음 50년 동안 5차례의 봉기가 일어났다.

## 제1차 프로이센 봉기 (1242년–1249년)

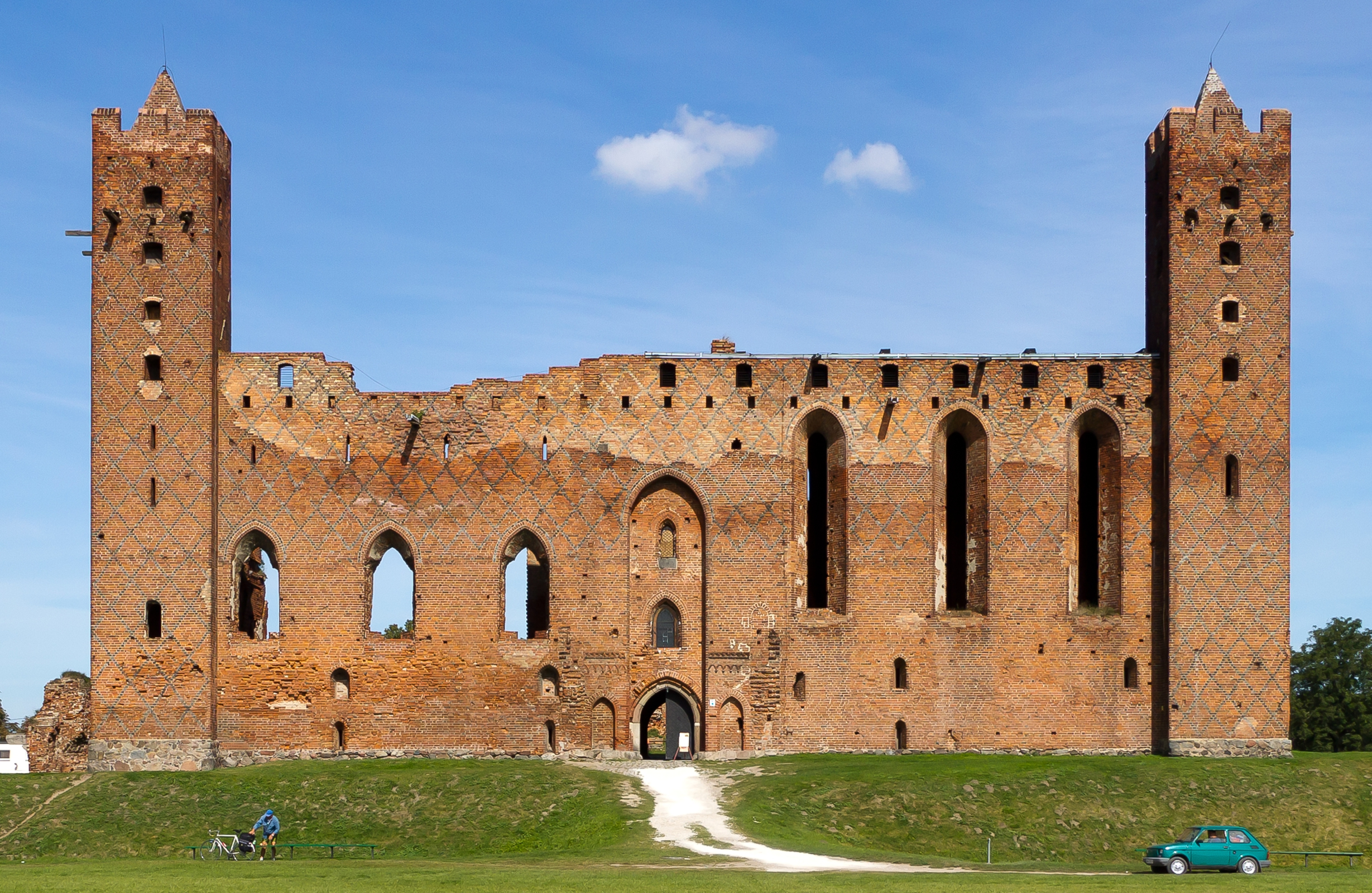
레덴(오늘날 라진 헤움민스키 성)에 있는 튜턴 성의 폐허. 프루센인들에게 점령되지 않은 5개 성 중 하나였다.

제1차 프로이센 봉기는 세 가지 주요 사건의 영향을 받았다. 첫째, 튜턴 기사단의 자회사인 리보니안 기사단은 1242년 4월 페이푸스호 전투에서 알렉산드르 넵스키에게 패배했다. 둘째, 폴란드 남부는 1241년 몽골 침공으로 황폐화되었다. 폴란드는 레그니차 전투에서 패배했고, 튜턴 기사단은 자주 병력을 공급해주던 가장 신뢰하는 동맹국 중 하나를 잃었다. 셋째, 포메른 공작 스반토폴크 2세는 기사단에 맞서 싸우고 있었는데, 기사단은 그의 형제들의 왕조적 주장을 지지했다. 기사단의 새로운 성들이 비스와강을 따라 이어지는 무역로에서 그의 영지와 경쟁하고 있었다는 주장이 제기되었다. 일부 역사학자들은 스반토폴크와 프루센 연합을 주저 없이 받아들이지만, 다른 이들은 더 신중하다. 그들은 역사적 정보가 튜턴 기사단이 작성한 문서에서 나왔으며, 이교도 프루센인들뿐만 아니라 기독교 공작에 대해서도 십자군을 선포하도록 교황을 설득하기 위해 이데올로기적으로 편향되었을 가능성이 있다고 지적한다.

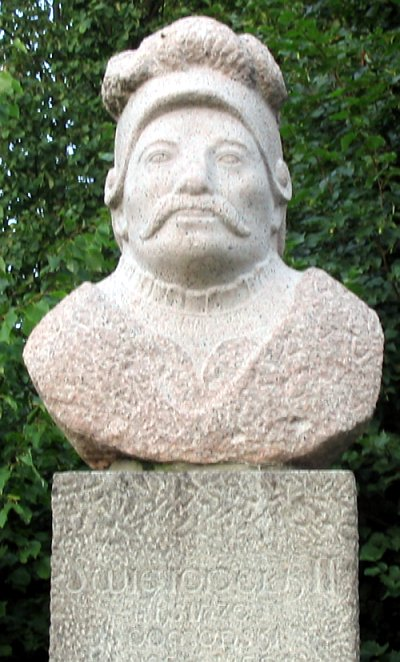
올리바의 공원에 있는 포메른 공작 스반토폴크 2세 동상

프루센인들은 튜턴 성들을 포위했고, 동부 나탕기아, 바르타, 바르미아 지역의 엘빙(엘블롱크)과 발가, 서부의 토른(토룬), 쿨름(헤움노), 레덴(라진 헤움민스키)을 제외한 모든 성들을 점령하는 데 성공했다. 1242년 12월, 기사단은 비스툴라강변에 있는 스반토폴크의 성인 사르토비체를 점령할 수 있었다. 이어진 사르토비체 포위전은 5주간 지속되었지만 요새를 탈환하지 못했고 스반토폴크는 900명의 병력을 잃었다. 1243년 봄, 스반토폴크는 노테치강의 무역을 지배하는 나켈(나크워나트노테치옹) 성도 잃었다. 이러한 손실에 직면하여 공작은 단기 휴전을 맺을 수밖에 없었다. 1243년 여름, 프루센인들은 수도비아인의 도움을 받아 쿨머란트(헤움노 땅)를 습격했고, 돌아오는 길에 6월 15일 오사강변에서 추격하는 튜턴 기사단을 격파했다. 원수 등 튜턴 병사 약 400명이 전사했다. 패배에 고무된 스반토폴크는 2,000명의 병력을 모아 쿨름(헤움노)을 포위했으나 실패했다.
튜턴 기사단은 스반토폴크에 대항하는 연합을 결성하는 데 성공했다. 마조프셰 공작들은 프로이센 영토를 받았고, 비엘코폴스카 공작들은 나켈을, 스반토폴크의 형제들인 포메라니아 공작들은 그들의 유산을 되찾기를 바랐다. 스반토폴크는 노가트강이 비스툴라강에서 분리되는 잔티르에 성을 건설하고 엘빙과 발가에 대한 봉쇄를 시작했다. 성은 튜턴족의 공격을 견뎌냈지만, 봉쇄는 코게 함대에 의해 무너졌다. 1245년 말, 스반토폴크의 군대는 슈베츠(슈비에치에)에서 큰 패배를 당했고, 1246년 초에도 또 한 번의 패배를 당해 포메른인 1,500명이 사망했다. 스반토폴크 2세는 휴전을 요청했고, 교황 인노첸시오 4세는 그의 채플린이자 미래의 교황 우르바노 4세인 리에주의 야코프를 평화 협상 담당자로 임명했다. 그러나 1247년 대규모 튜턴 증원군이 프로이센에 도착하자 전쟁은 재개되었다. 1247년 크리스마스 이브에 기사단은 주요 포메른 요새를 포위하고 압도했으며, 나중에 이 요새를 크리스트부르크(지에르고니)로 개명했고, 새로 도착한 마이센 변경백 하인리히 3세는 포게자니아인들을 진압했다. 스반토폴크는 이에 반격하여 크리스트부르크를 파괴했지만, 기사단은 새로운 위치에 재건했다. 프루센과 스반토폴크의 군대 모두 새로운 성을 점령하지 못했다. 브란덴부르크의 오토 3세는 바르미아와 나탕기아를 습격하여 현지인들을 항복시켰다.
1247년에 시작된 평화 회담은 거의 성과를 내지 못했지만, 1248년 9월에 새로운 휴전이 이루어졌고 1248년 11월 24일에 평화가 성립되었다. 스반토폴크는 형제들로부터 빼앗은 영토를 반환하고, 튜턴 기사단이 자신의 영토를 통과할 수 있도록 허용하며, 비스툴라강을 이용하는 선박에 대한 관세 부과를 중단하고, 프루센인에 대한 모든 원조를 중단해야 했다. 프루센인들은 1249년 2월 7일에 크리스트부르크 조약을 체결해야 했다. 이 조약은 새로 개종한 기독교인들에게 개인의 자유와 권리를 부여했다. 이 조약은 공식적으로 봉기를 종식시켰지만, 이미 1249년 11월에 나탕기아인들은 크뤼켄 전투에서 기사단을 격파했다. 산발적인 전투는 1253년까지 계속되었고, 일부 자료는 이 해를 봉기의 종식으로 본다. 그 시점에서 조약은 정치적 효력을 상실했지만 흥미로운 역사적 문서로 남아 있었다.

## 대규모 프로이센 봉기 (1260년–1274년)

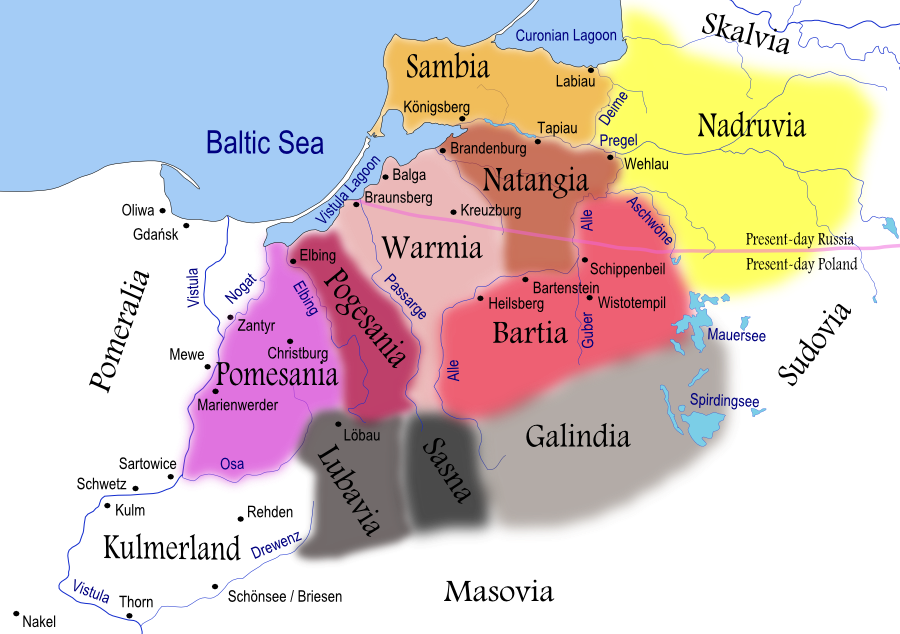
13세기 프루센 씨족 지도

제2차 봉기 개략도

### 준비와 전술
대규모 반란은 1260년 9월 20일에 시작되었다. 이는 리투아니아와 사모기티아의 군대가 리보니안 기사단과 튜턴 기사단의 연합군을 두르베 전투에서 격파하면서 촉발되었다. 봉기가 프루센 전역으로 확산되면서 각 씨족은 지도자를 선출했다. 삼비아인은 글란데, 나탕기아인은 헤르쿠스 몬테, 바르티아인은 디바누스, 바르미아인은 글라페, 포게자니아인은 아욱투메가 이끌었다. 봉기에 참여하지 않은 씨족은 포메자니아인이었다. 이 봉기는 수도비아의 스코만타스, 수도비아인들의 지도자로부터도 지지를 받았다. 그러나 이들 여러 세력의 노력을 조정할 단일 지도자는 없었다. 독일에서 교육받은 헤르쿠스 몬테는 가장 잘 알려지고 성공적인 지도자가 되었지만, 그는 자신의 나탕기아인들만을 지휘했다.
프루센인들은 기사단이 건설한 많은 성들을 포위했고, 서쪽으로 대규모 병력을 보낼 수 없었다. 프루센인들은 서유럽 공성 전술과 장비에 익숙하지 않았고, 성 주변에 건설된 포위 요새를 이용하여 수비대에게 보급품이 끊기도록 의존했다. 튜턴 기사단은 굶주리는 수비대에게 보급품을 전달하기 위해 대규모 군대를 동원할 수 없었고, 작은 성들이 함락되기 시작했다. 이 성들은 대개 파괴되었고, 프루센인들은 하일스베르크(리드즈바르크 바르민스키)의 한 성을 비롯한 몇몇 성만을 점령했다. 왜냐하면 그들은 점령한 성을 방어할 기술이 부족했고, 주둔한 수비대에게 식량과 보급품을 제공할 조직이 없었기 때문이다. 1261년 8월 29일, 제1차 봉기 이후 크리스트부르크 조약을 협상했던 리에주의 야코프가 교황 우르바노 4세로 선출되었다. 그는 프루센 사정에 정통했기 때문에 튜턴 기사단에게 특히 우호적이었고, 재위 3년 동안 기사단에 대한 증원군 파견을 촉구하는 교황 교서를 22개나 발행했다. 그러나 폴란드와 독일 공작들이 자신들의 분쟁에 몰두하고 리보니안 기사단이 젬갈레 봉기와 싸우고 있었기 때문에 증원군은 더디게 도착했다.

### 프루센의 초기 성공

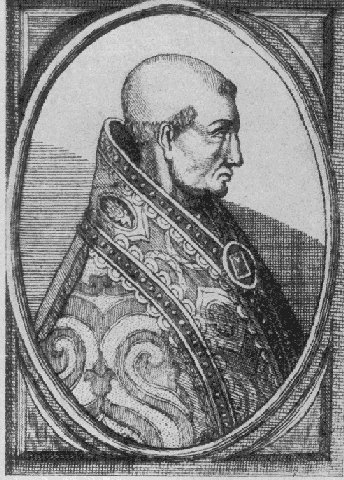
교황 우르바노 4세 (1261–1264)는 프루센에서 튜턴의 대의를 특히 지지했다. 그는 제1차 프로이센 봉기 후 크리스트부르크 조약을 협상하는 교황 사절로 재직했다.

튜턴군에 대한 첫 번째 증원군은 1261년 초에 도착했지만, 1261년 1월 21일 포카르비스 전투에서 헤르쿠스 몬테에게 전멸당했다. 1262년 1월, 라인란트에서 빌헬름 7세, 율리히 공작이 이끄는 증원군이 도착했는데, 그는 교황 알렉산데르 4세에 의해 프루센에서 십자군 의무를 수행하도록 의무화되었다. 이 군대는 쾨니히스베르크 공성전을 풀었지만, 군대가 귀국하자마자 삼비아인들은 포위를 재개했고, 헤르쿠스 몬테와 그의 나탕기아인들이 증원되었다. 헤르쿠스는 나중에 부상을 입었고 나탕기아인들은 후퇴하여 삼비아인들이 성에 보급품이 도달하는 것을 막을 수 없게 되었고, 결국 포위는 실패했다. 프루센인들은 프루센 영토 깊숙한 곳의 성들을 점령하는 데 더 성공적이었고(현재 즈나멘스크 (칼리닌그라드 주)인 벨라우 제외), 기사단은 발가, 엘빙, 쿨름, 토른, 쾨니히스베르크에만 요새를 남겨두었다. 대부분의 성은 1262년에서 1263년에 함락되었고, 바르텐슈타인은 1264년에 함락되었다. 프루센인들은 점령한 요새를 자신들의 방어에 사용하지 않고 파괴했기 때문에, 성공적인 포위전이 끝나면 대규모 프루센 병력이 고향 근처에 머무를 필요가 없었고, 그 후 프루센의 다른 지역에서 자유롭게 작전하여 쿨머란트와 쿠야비아를 습격했다.
회복된 헤르쿠스 몬테는 1263년에 대규모 병력으로 쿨머란트를 습격하여 많은 포로를 잡았다. 나탕기아로 돌아가는 길에 헤르쿠스와 그의 병사들은 적군과 마주쳤다. 이어진 뢰바우 전투에서 프루센인들은 사령관과 원수를 포함한 40명의 기사들을 죽였다. 프루센인들은 또한 리투아니아인들과 수도비아인들의 도움을 받았다. 1262년 여름, 트레니오타와 슈바른은 마조프셰를 공격하여 시에모비트 1세 공작을 죽였고, 쿨머란트를 습격하여 포게자니아인들이 봉기에 참여하도록 유발했다. 리투아니아의 민다우가스 왕의 암살과 이어진 왕조 투쟁으로 리투아니아인들은 더 이상의 원정을 할 수 없었다. 스코만타스, 수도비아인들의 지도자는 1263년에 쿨름(헤움노)을 습격했고 1265년에도 습격했다.

### 전환점

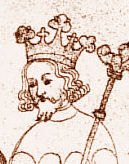
보헤미아 국왕 오타카르 2세는 프로이센 십자군에 두 번 참여했다: 1254년, 자신의 이름을 따 쾨니히스베르크를 세웠고, 1267년에는 대규모 프로이센 봉기 진압을 도왔다.

1265년은 봉기의 전환점이었다. 튜턴 기사단에 대한 더 강력한 증원군이 프로이센에 도착하기 시작했고, 삼비아는 전투를 포기했다. 프레겔강의 쾨니히스베르크와 벨라우에 있는 튜턴 성들은 이 지역을 나머지 프로이센으로부터 고립시켰다. 쾨니히스베르크로의 보급품은 바다를 통해 운반되었고, 성은 주변 삼란트(삼비아) 습격의 거점 역할을 했다. 리보니안 기사단은 쾨니히스베르크로 병력을 보냈고, 연합군은 결정적인 전투에서 삼비아인들을 격파하여 항복시켰다. 1265년 독일에서 증원군이 도착했다: 브라운슈바이크의 브라운슈바이크뤼네부르크 공작 알베르트 1세와 마이센 변경백 알베르트 2세의 군대가 프로이센에 도착했지만, 큰 성과를 거두지 못했다. 1266년 오토 3세와 요한 1세, 브란덴부르크의 공동 통치자는 발가와 쾨니히스베르크 사이의 나탕기아 땅에 성을 건설하고 브란덴부르크(1945년부터 우샤코보 (칼리닌그라드 주))라고 명명했다. 악천후로 인해 그들은 프로이센 땅으로의 군사 작전을 조직하지 못했다.
공작들이 고향으로 돌아간 후 브란덴부르크는 글라페와 그의 바르미아인들에게 점령되었다. 바로 다음 해 오토는 성을 재건하기 위해 돌아왔다. 요한과 오토 모두 1267년이 끝나기 전에 사망했고, 오토의 아들은 토너먼트에서 사망했다. 이후 브란덴부르크 공작들은 기사단을 그리 지지하지 않았다. 1266년 제1차 봉기 때 프루센인들을 지원했던 스반토폴크 공작이 사망했고, 그의 아들들인 포메른 공작 메스트빈 2세와 바르치스와프는 잠시 봉기에서 프루센인들과 합류했다. 1267년에는 이미 1254년 프로이센 십자군에 참여했고 교황 우르바노 4세로부터 정복할 수 있는 모든 프로이센 영토를 약속받았던 보헤미아 국왕 오타카르 2세가 마침내 프로이센에 도착했다. 그의 유일한 성과는 메스트빈 공작이 튜턴 기사단과 화해하도록 강요한 것이었다. 그의 대규모 군대는 이른 해빙으로 인해 작전을 수행할 수 없었다. 중무장한 기사들은 축축하고 습한 봄철에 싸우기 어려웠기 때문이다.
프루센인과의 전쟁은 국경 지역에서의 유격전에 의존했다. 10명에서 100명 정도의 소규모 병력이 농장, 마을, 국경 초소 등을 빠르게 습격했다. 이것은 어느 한쪽도 다른 쪽을 물리칠 수 없는 진지전이었지만, 튜턴 기사단은 독일과 유럽의 미래 증원군에 의존했고, 프루센인들은 지역 자원을 소모하고 있었다. 1249년 크뤼켄 전투에서 항복한 튜턴 병사들이 학살당한 후, 기사단은 프루센인들과 협상하기를 거부했다. 프루센인들도 자신들의 노력을 조정하고 공동 전략을 개발할 수 없었다. 각 씨족은 자체 지도자가 있었지만, 모든 씨족을 이끄는 단일 지도자는 없었다. 나탕기아인들은 발가, 브란덴부르크, 벨라우, 쾨니히스베르크로부터의 공격을 감시해야 했고, 바르미아인들은 크리스트부르크와 엘빙의 수비대에게 위협을 받았다. 이런 식으로 디바네와 그의 바르티아인들만이 서쪽에서 전쟁을 계속할 수 있었다. 그들은 매년 쿨머란트에 몇 차례의 소규모 원정을 감행했다.

### 봉기의 종식

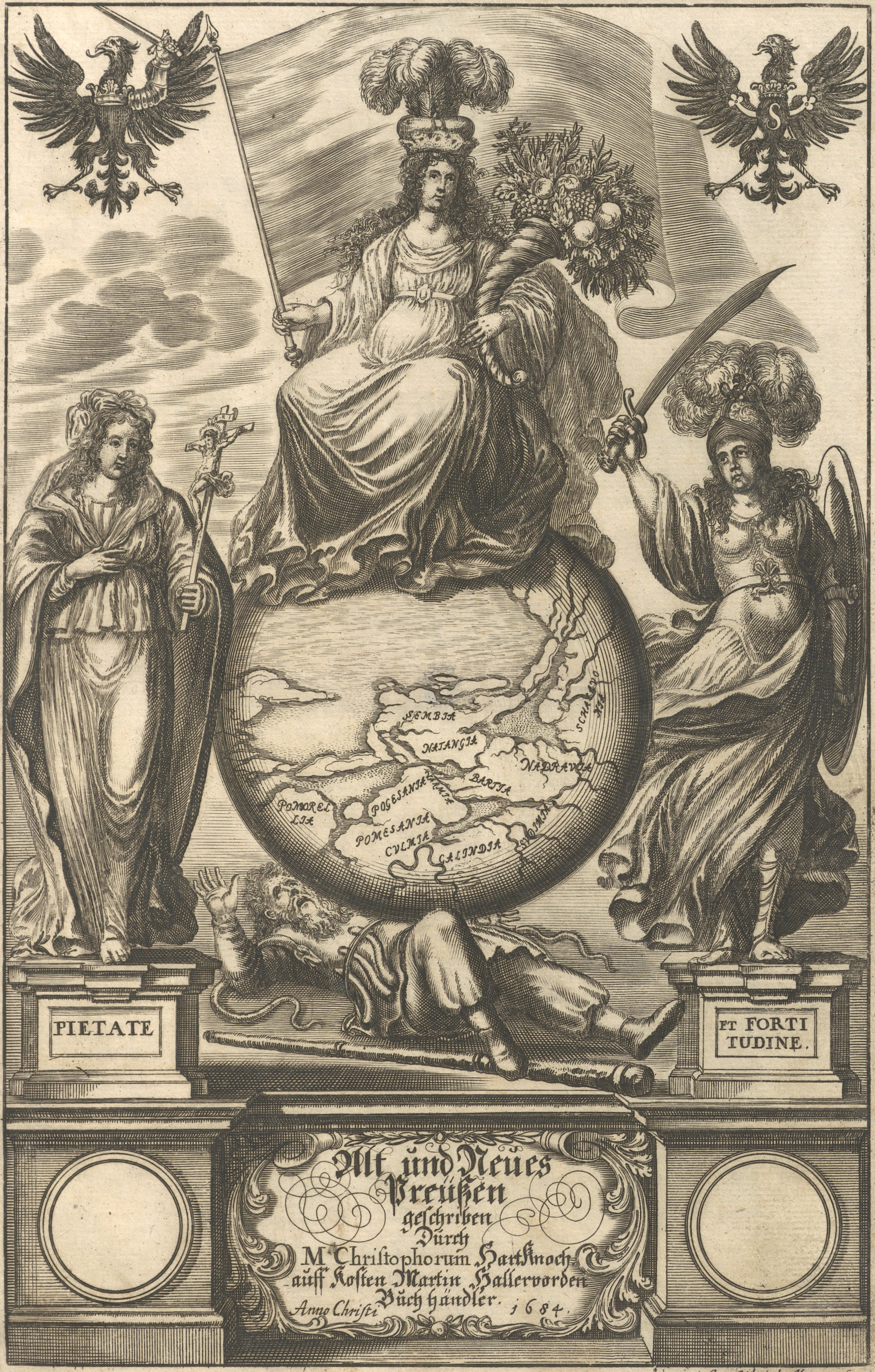
프로이센에서 튜턴의 승리를 그린 비동시대 삽화: 원주민 프루센 남자가 승리한 튜턴 기사단에게 짓밟히고 있다(크리스토프 하르트크노흐, 1684)

1271년에는 포게자니아인 지도자 링카와 함께 대규모 프루센 공세가 조직되었다. 바르티아 보병과 포게자니아인들은 국경 성을 포위했지만, 크리스트부르크의 기사단에 의해 격퇴당했다. 탈출에 성공한 프루센인들은 기병과 합류했고, 기사단은 다르구네강(지에르고니강) 건너편에 진영을 설치하여 귀환로를 차단했다. 기독교인들이 밤에 물러나자 프루센군 절반이 멀리 강을 건너 후방에서 기사단을 공격했고, 나머지 절반은 강을 곧바로 건너 돌격했다. 기사단은 포위되었다. 파간스틴 전투에서는 기사 12명과 병사 500명이 전사했다. 프루센인들은 즉시 크리스트부르크를 습격하여 거의 점령할 뻔했다. 프루센인들이 주변 지역을 약탈하던 중 엘빙에서 기병이 도착했다. 많은 프루센 보병이 전사했지만 기병은 탈출했다. 이러한 손실에도 불구하고 디바네는 곧 돌아와 크리스트부르크로 향하는 도로를 막고 성을 굶겨 죽이려 했다. 디바네는 1273년 쇤제(봉브제즈노)의 작은 요새 포위전 중 전사했다.
1271년에서 1272년 겨울, 마이센 변경백 디트리히 2세가 이끄는 증원군이 마이센에서 도착했다. 군대는 나탕기아를 침공하여 이름 없는 나탕기아 성을 포위했다. 이 공격으로 십자군 150명이 사망했지만, 나탕기아의 저항은 대부분 무너지고 이 지역은 황폐화되었다. 헤르쿠스 몬테는 소수의 추종자들과 함께 프로이센 남부 숲으로 물러날 수밖에 없었다. 1년 안에 그는 붙잡혀 교수형을 당했다. 마지막 프루센 지도자인 바르미아의 글라페는 브란덴부르크(현재 우샤코보)에 대한 공성 작전이 후방에서 공격받자 교수형을 당했다. 마지막까지 버틴 부족은 포게자니아인들이었는데, 그들은 엘빙에 기습 습격을 가하여 수비대를 매복시켰다. 1274년 기사단은 이 습격에 대한 복수를 위해 대규모 원정을 감행하여 반군 본부인 하일스베르크(리드즈바르크 바르민스키)를 점령하고 봉기를 종식시켰다.
기사단은 프루센인들이 파괴한 성들을 재건하고 강화하는 작업을 진행했다. 많은 프루센인들은 수도비아나 리투아니아로 도망치거나 기사단에 의해 재정착되었다. 많은 자유 농민들은 농노가 되었다. 지역 귀족들은 개종하고 인질을 제공해야 했으며, 그들 중 소수만이 귀족 지위를 유지할 특권을 받았다. 1274년부터 1283년까지 튜턴 기사단은 스칼비아인, 나드루비아인, 수도비아인/요트빙기아인들을 정복했다.

## 이후의 봉기와 결과

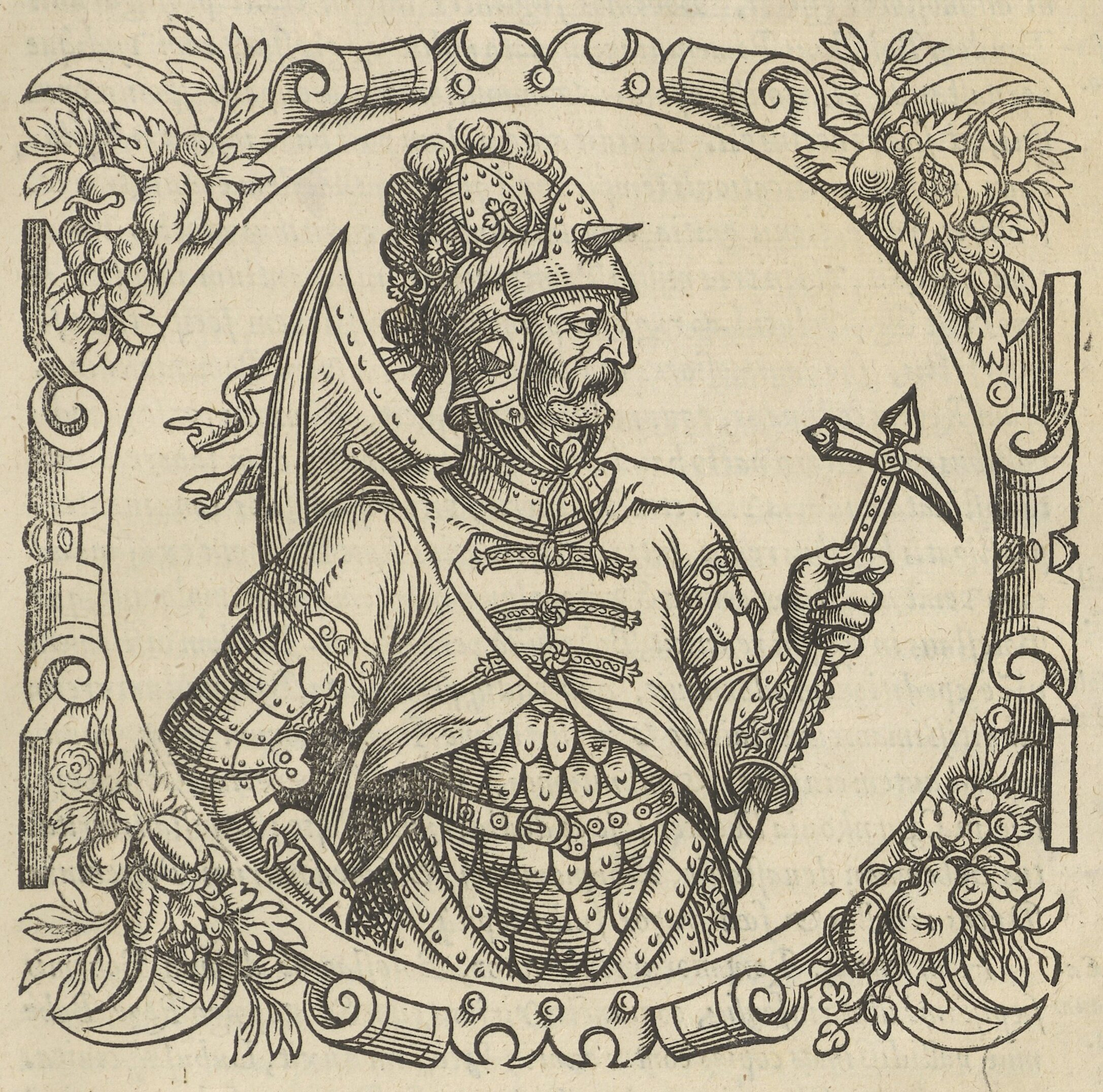
리투아니아 대공 비테니스, 프루센인들은 그가 1295년 튜턴 기사단을 물리치는 데 도움이 될 것이라고 기대했다.

대규모 봉기 이후, 프루센인들은 여러 차례 기사단에 대항하여 봉기했지만, 이러한 봉기들은 규모가 훨씬 작았고 튜턴 기사단에게 실질적인 위협이 되지 못했다. 기사단은 이후 정복에 집중할 수 있었다. 봉기의 횟수는 두 차례 또는 세 차례로 다양하게 간주된다. 이 봉기들은 1, 2년 이내에 진압되었으며, 프루센 부족들의 피로와 분열을 보여주었다. 1276년의 세 번째 봉기는 튜턴 영토를 성공적으로 습격한 수도비아인들의 지도자 수도비아의 스코만타스에 의해 촉발되었다. 다음 해, 그는 리투아니아인들의 도움을 받아 4,000명의 병력을 이끌고 쿨머란트(헤움노 땅)에 침입했다. 삼비아의 포크트 테오도리크가 삼비아인들을 봉기에 참여하지 않도록 설득하고, 나탕기아인들과 바르미아인들도 세례를 받고 기사단에게 충성을 맹세하면서 봉기는 확산되지 못했다. 포게자니아인들만이 전투를 계속했지만 진압되었다. 바르티아인 수장과 함께 살아남은 이들은 리투아니아 대공국의 흐로드나로 도피했고, 그곳에서 대규모 봉기 이후 도피한 일부 바르티아인, 스칼비아인, 그리고 모든 나드루비아인들과 합류했다.
프루센인들이 튜턴의 지배에서 벗어나기 위한 마지막 두 번의 시도는 기사단의 적대국이었던 외세에 의존하여 이루어졌다. 1286년의 첫 번째 시도는 제4차 봉기로도 알려져 있으며, 스반토폴크의 손자인 뤼겐 공작의 도움에 의존했다. 음모는 곧 드러났고, 바르티아인과 포게자니아인들은 그 대가를 치렀다. 1295년 마지막 봉기는 나탕기아와 삼비아에 국한되었으며, 리투아니아 대공 비테니스의 도움에 의존했다. 반군들은 바르토시체를 기습 점령하고 쾨니히스베르크까지 약탈했지만, 결코 심각한 위협은 아니었다. 그 시점에서 프루센 귀족들은 이미 세례를 받고 친튜턴 성향을 띠게 되어 농민들은 기사단을 공격하기 전에 그들을 먼저 죽였다.
이 마지막 시도로 사실상 프로이센 십자군이 끝났고, 기사단은 사모기티아와 리투아니아 정복에 집중했다. 리투아니아 역사학자들은 프루센인들의 맹렬한 저항이 젊은 리투아니아 국가가 성숙하고 강해져 1410년 타넨베르크 전투로 정점에 달하는 100년간의 십자군 전쟁을 최소한의 영토 손실로 견딜 수 있는 시간을 벌어주었다고 평가한다. 프로이센 영토는 독일에서 온 식민지 개척자들에 의해 재정착되었고, 16세기 이후에는 원주민을 수적으로 압도했다. 1400년경 프루센인들은 10만 명에 달했으며, 프로이센 전체 인구의 약 절반을 차지한 것으로 추정된다. 프루센인들은 게르만화와 동화를 겪었으며, 결국 16세기 이후 어느 시점에 멸족되었다. 프루센어는 18세기 초 어느 시점에 멸종된 것으로 추정된다.

## 같이 보기
- 북방십자군
- 프로이센 (지역)